# درعلی
درعلی نام دره ای است در پایانه جنوب غربی کیلان که در دامنه قره آقاج قرار دارد. درعلی سرسبز است و دارای چشمه آبی گوارا است که سر ریز آن به جمع آبرود می‌ریزد. باغ‌های قیسی درعلی پرمحصول هستند. درعلی مامن کبک و تیهو ست. در کوه‌های بالای درعلی گاهی قوچ و دیگر حیوانات وحشی مشاهده می‌شود. روباه و شغال نیز در درعلی لانه دارند و در فصل زمستان نیز گرگ در درعلی دیده می‌شود.